# Leon Osman
Leon Osman (Wigan, 1981. május 17. –) angol labdarúgó-középpályás.

## Pályafutása

### Everton
A török származású Osman 1997-ben került be az Everton ifiakadémiájára. 1998-ban FA Youth Cup-ot nyert a csapattal, de ezután nem sokkal térdsérülést szenvedett, ami miatt egy évig nem játszhatott. 2002 októberében kölcsönvette a Carlisle United, 2003 januárjáig maradt és remekül teljesített. Visszatérése után mesterhármast szerzett a Manchester United tartalék csapata ellen. 2003 nyarán új szerződést kapott, de nem tudta beverekedni magát az első csapatba, így kölcsönben a Derby Countyhoz került. A fehér mezesek szerették volna véglegesen is leigazolni, de végül az Evertonnál maradt.
A 2003/04-es szezon utolsó három meccsére tért vissza a liverpooliakhoz. A Wolverhampton Wanderers ellen kezdőként kapott lehetőséget és három percen belül gólt is szerzett. A következő idényben állandó tagja lett az Evertonnak és hét gólt szerzett, egy Aston Villa elleni mérkőzésen duplázni tudott.
2005 nyarán a klubhoz érkezett Simon Davies, aki kiszorította Osmant a kezdőből. Idővel visszaverekedte magát és egy Millwall elleni FA Kupa-mérkőzésen nagyon fontos gólt szerzett, kiharcolva az újrajátszást csapatának. A 2006/07-es évadot kirobbanó formában kezdte és az is szóba került, hogy esetleg behívják az angol válogatottba, de ez nem történt meg. A követkep szezon első két meccsén, a Wigan Athletic és a Tottenham Hotspur ellen is duplázni tudott. 2009 szeptemberében, egy Hull City elleni Ligakupa-találkozón megkapta a csapatkapitányi karszalagot. Az Everton 4-0-ra nyert, a sikerhez ő is hozzájárult egy góllal.

## Külső hivatkozások
- Leon Osman pályafutásának statisztikái a Soccerbase oldalon (angolul)

- Leon Osman adatlapja az Everton honlapján

## Fordítás
- Ez a szócikk részben vagy egészben  a   Leon Osman című angol Wikipédia-szócikk fordításán alapul.  Az eredeti cikk szerkesztőit annak laptörténete sorolja fel. Ez a jelzés csupán a megfogalmazás eredetét és a szerzői jogokat jelzi, nem szolgál a cikkben szereplő információk forrásmegjelöléseként.